# هانا جونسون هويل
هانا جونسون هويل (بالإنجليزية: Hannah Johnson Howell)‏ هي أمينة مكتبة أمريكية، ولدت في 22 يونيو 1905، وتوفيت في 21 مايو 1988.